# 상카를루스 국립극장

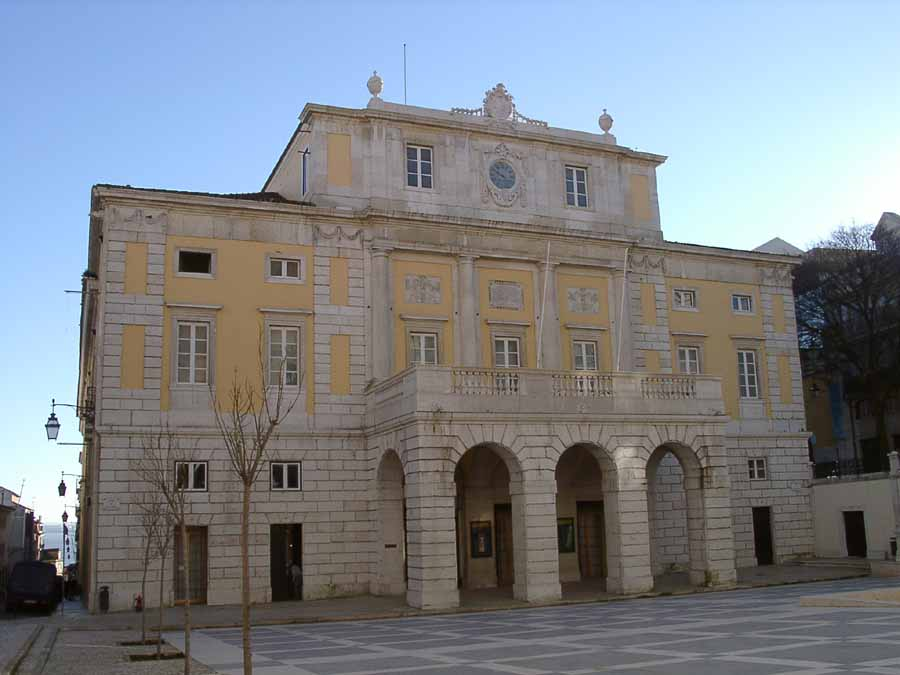
상카를루스 국립극장

상카를루스 국립극장(포르투갈어: Teatro Nacional de São Carlos)은 포르투갈 리스본에 위치한 극장이다.